# سانت صوفي (كيبك)
سانت صوفي، كيبك (بالإنجليزية: Sainte-Sophie) هي مدينة كندية تقع في مقاطعة كيبك. تبلغ مساحة هذه المدينة 111.2762 (كم²)، ويبلغ عدد سكانها 10355 نسمة حسب إحصاء سنة 2006 م، بينما كان يسكنها 8966 نسمة في سنة 2001 م. تحتل هذه المدينة المرتبة رقم 366 بين مدن كندا حسب عدد السكان والمرتبة رقم 91 في المقاطعة. النمو سكاني في هذه المدينة يقدر بـ(15.5).

## وصلات خارجية
- الأطلس الحكومي لكندا
- إحصاءات كندا مع ساعة تعداد السكان نسخة محفوظة 23 مارس 2008 على موقع واي باك مشين.